# Danila Montanari
Danila Comastri Montanari (* 4. November 1948 in Bologna, Italien; † 28. Juli 2023) war eine italienische Schriftstellerin.

## Leben
Sie war zunächst als Geschichtslehrerin tätig, bis sie 1990 ihren ersten Roman über den römischen Senator Publius Aurelius, der im antiken Rom Kriminalfälle löst, veröffentlichte.
Danila Montanari lebte mit ihrem Mann und ihrer Tochter in Bologna. Sie beherrschte die Sprachen Latein, Griechisch und Chinesisch und nahm an archäologischen Ausgrabungen teil.
Sie starb am 28. Juli 2023 im Alter von 74 Jahren.

## Werke (Auswahl)
Publius Aurelius Reihe
- Mors tua. 1990.
- In corpore sano. 1991.
- Cave canem. 1993.
  - Deutsch: Der Fluch des Orakels. Ein Fall für Publius Aurelius. Goldmann, München 2003, ISBN 3-442-45337-2 (übersetzt von Helmut Splinter)
- Morituri te salutant. 1994.
  - Deutsch: Tod eines Gladiators. Ein Fall für Publius Aurelius. Goldmann, München 2003, ISBN 3-442-45321-6 (übersetzt von Sigrun Zühlke).
- Parce sepulto. 1996.
- Cui prodest? 1997.
- Spes, ultima da. 1999.
- Scelera. 2000.
- Gallia est. 2001.
- Saturnalia. 2002.
- Ars moriendi. 2003.
- Olympia. 2004.
  - Deutsch: Tod in Olympia. Ein Fall für Publius Aurelius. Goldmann, München 2005, ISBN 3-442-45988-5 (übersetzt von Sigrun Zühlke)
- Tenebrae. 2005.
- Nemesis. 2007.
- Dura lex. 2009.